# Diario del Alto Aragón
El Diario del Alto Aragón es un periódico diario que se edita en la ciudad de Huesca. La mayor parte de su información se refiere a la provincia, pero cuenta además con información sobre Aragón, España, el mundo y los deportes.

## Historia
Fue fundado en 1985. Su primer número apareció el 28 de septiembre de dicho año, aunque sus predecesores se remontan a 1875, cuando salió publicado El Diario de Huesca. Posteriormente, y en estos casos en la misma sede física, se editaron El Pueblo (1932-1936) y Nueva España, periódico franquista fundado en 1936 y subastado en 1984 al disolverse la Cadena de Medios de Comunicación Social del Estado.
Desde 1989 es líder entre las publicaciones en el Alto Aragón, lo que ha hecho que poco a poco hayan tenido que ir ampliando sus instalaciones de la calle La Palma y finalmente, en el año 2000, trasladar su sede a la Ronda de la Estación y a la Ronda de la Industria del Polígono Sepes.
Su director, desde el 1 de mayo de 1984 hasta el 10 de marzo de 2011, ha sido Antonio Angulo Araguás, decano de los directores españoles que como tal recibió un premio de la Federación de Asociaciones de Periodistas de España (Fape) en 2008. Le ha sucedido Javier García Antón, con una dilatada trayectoria en este medio donde ha sido jefe de sección, redactor-jefe, subdirector y director adjunto.
En la empresa, completan el organigrama directivo Juan Ignacio Alfonso Gracia como director general (máximo directivo de Publicaciones y Ediciones del Altoaragón), Ignacio Gonzalo como gerente, Diego Isarre como director comercial y Jorge Naya y Myriam Martínez como redactores-jefe.
La Sociedad Editora está presidida por el prestigioso abogado oscense Mariano Bergua.
Se trata de un periódico moderno que se ha sometido a constantes evoluciones tecnológicas y en contenidos. Fue pionero en la implantación de un sistema de edición basado en el Adobe InDesign.
Además, es el único periódico de España con las normas de Calidad ISO 9001 y de Gestión Medioambiental ISO 14001 que aplica a las actividades de Redacción, Departamento Comercial, Administración y Diseño-Maquetación.[cita requerida]
Organiza el ciclo de debates Diáspora Altoaragonesa-Encuentros con el Alto Aragón, en el que han participado desde ministros a grandes empresarios, la organización de diferentes eventos gastronómicos o la publicación pionera de páginas sobre voluntariado, discapacidad y asociacionismo.
Dispone de edición digital y de una hemeroteca sobre el periódico provincial desde 1875, con las cabeceras Diario de Huesca, Pueblo, Nueva España y Diario del Alto Aragón.